# Законопроект о числе пи

Гудвиновский круг как описан в законопроекте; он имеет диаметр 10, периметр 32 (а не 31,4159...); и хорду при 90° длины 7 (а не 7,0710...).

Законопроект о числе пи — законопроект № 246 от 1897 года, рассматривавшийся на заседании Генеральной Ассамблеи Индианы.
Одна из самых известных попыток утверждения математической истины законодательно.
Основным результатом заявленного законопроекта является решение квадратуры круга,
но из законопроекта следует в частности, что π = 3,2.
Законопроект так и не стал законом благодаря вмешательству профессора Вальдо из Университета Пердью, которому довелось присутствовать в законодательных органах в дни голосования.

## Математическое содержание
Невозможность решения задачи о квадратуре круга с использованием только циркуля и линейки была строго доказана в 1882 году Фердинандом фон Линдеманом. Приближения числа π, превосходящие по качеству использованное в законопроекте, были известны с древних времен.

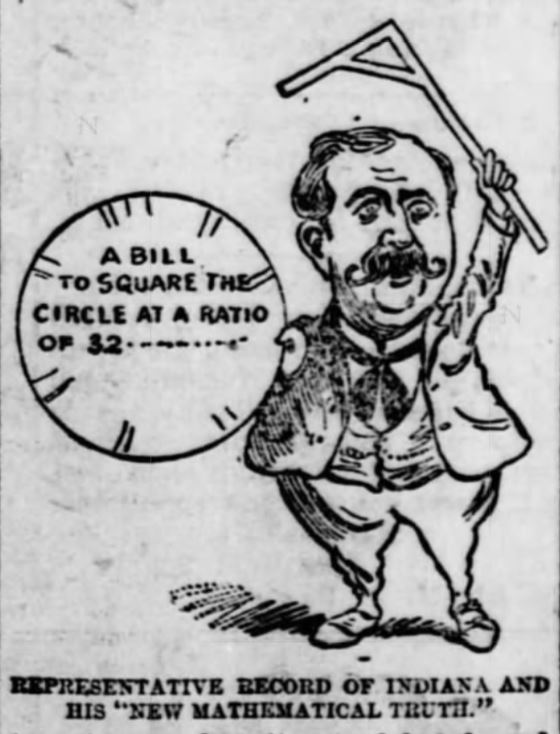
Карикатура на законопроект

## История

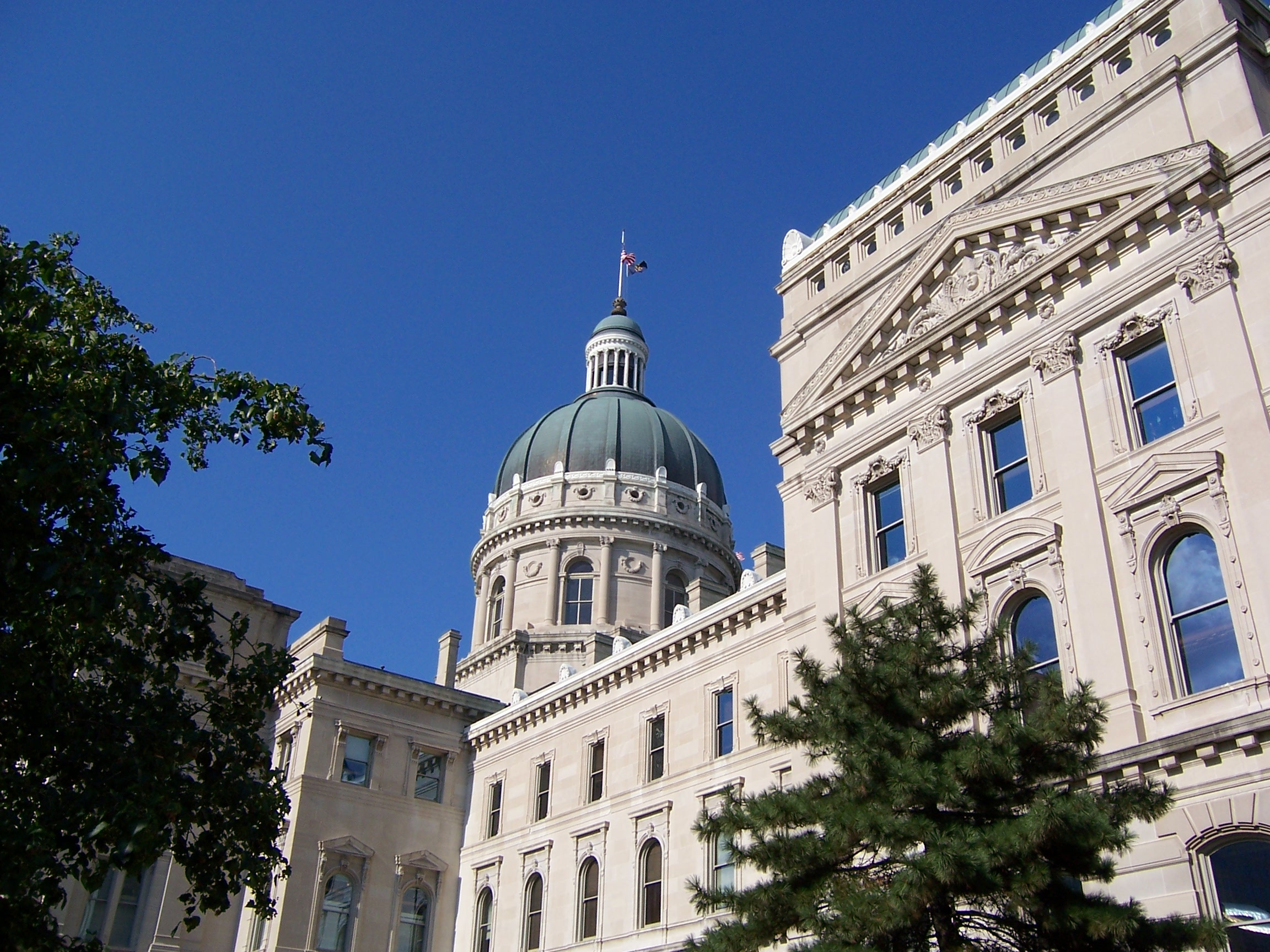
Сенат и палата представителей Индианы.

В 1894 году врач и математик-любитель Эдвард Дж. Гудвин был убеждён, что открыл правильный способ квадратуры круга.
Он предложил члену палаты представителей Индианы Тейлору Рекорду законопроект, содержавший ряд математических утверждений. Это было странно само по себе, даже не говоря о математических ошибках в этом документе.
Язык законопроекта и его тема запутали членов палаты представителей. Законопроект был передан в Комитет по образованию, который отнёсся к нему благожелательно, после чего законопроект был принят палатой 6 февраля:390 единогласно.
Новость о законопроекте вызвала реакцию в Der Tägliche Telegraph, немецкоязычной газете Индианаполиса.:385
К концу дебатов профессор Вальдо прибыл в Индианаполис, чтобы обеспечить ежегодные ассигнования на Академию наук Индианы. Ему передали законопроект и предложили познакомиться с его автором. Профессор отказался, заявив, что уже знает достаточно сумасшедших.
К моменту, когда законопроект достиг Сената Индианы, Вальдо подготовил сенаторов.
Комитет, рассматривающий законопроект, отнёсся к нему неблагожелательно, и Сенат отложил рассмотрение до 12 февраля:386.
Законопроект почти прошёл, но мнение изменилось, когда один из сенаторов заявил, что законодательный орган не обладает достаточными полномочиями для определения математической истины:391.
Повлияло также то, что крупные газеты, такие как Chicago Tribune, начали высмеивать ситуацию:390.
В итоге рассмотрение законопроекта было отложено на неопределённый срок.